# Heliopolis (Ai Cập cổ đại)
Heliopolis là một thành phố lớn của Ai Cập cổ đại. Đây là thủ phủ của Heliopolite, nome thứ 13 của Hạ Ai Cập và là một trung tâm tôn giáo lớn, hiện bây giờ nằm ở Ayn Shams, một vùng ngoại ô phía đông bắc của thủ đô Cairo.
Heliopolis là một trong những thành phố lâu đời nhất của Ai Cập cổ đại, có niên đại từ thời tiền sử. Nó được mở rộng đáng kể dưới thời Cổ và Trung vương quốc, nhưng ngày nay đã bị phá hủy gần như là hoàn toàn. Đền đài, cung điện của thành phố đã bị đập phá để xây những công trình khác dưới thời Trung cổ. Đa số những thông tin về thành phố cổ này đều được biết thông qua những nguồn còn sót lại.
Công trình duy nhất còn sót lại chính là cột tháp obelisk được dựng bởi pharaon Senusret I thuộc Vương triều thứ 12, có chiều cao là 21 mét, làm hoàn toàn bằng đá granite đỏ, nặng 120 tấn. Ngọn tháp vẫn đứng ngay vị trí ban đầu của nó, nơi mà ngày nay là Al-Masalla, quận El Matareya.

## Tên gọi
| iwn | nw · O49 |

| iwn | nw · O49 |

Heliopolis là tên gọi của người Hy Lạp đối với thành phố này, có nghĩa là "Thành phố của mặt trời". Helios là thần Mặt trời trong văn hóa Hy Lạp, tương đương với thần Mặt trời Ra-Atum trong thần thoại Ai Cập. Đây là cũng là trung tâm tôn giáo của thần Ra-Atum.
Tên gốc của nó là I͗wnw (nghĩa là "Trụ cột"). Người Ai Cập sau này phiên âm nó thành Iunu. Thành phố này còn được goị là Awnu và Annu do biến thể phiên âm trong tiếng Do Thái. Heliopolis còn được gọi là "Nhà của thần Ra" trong những văn bản khắc kim tự tháp.

## Lịch sử

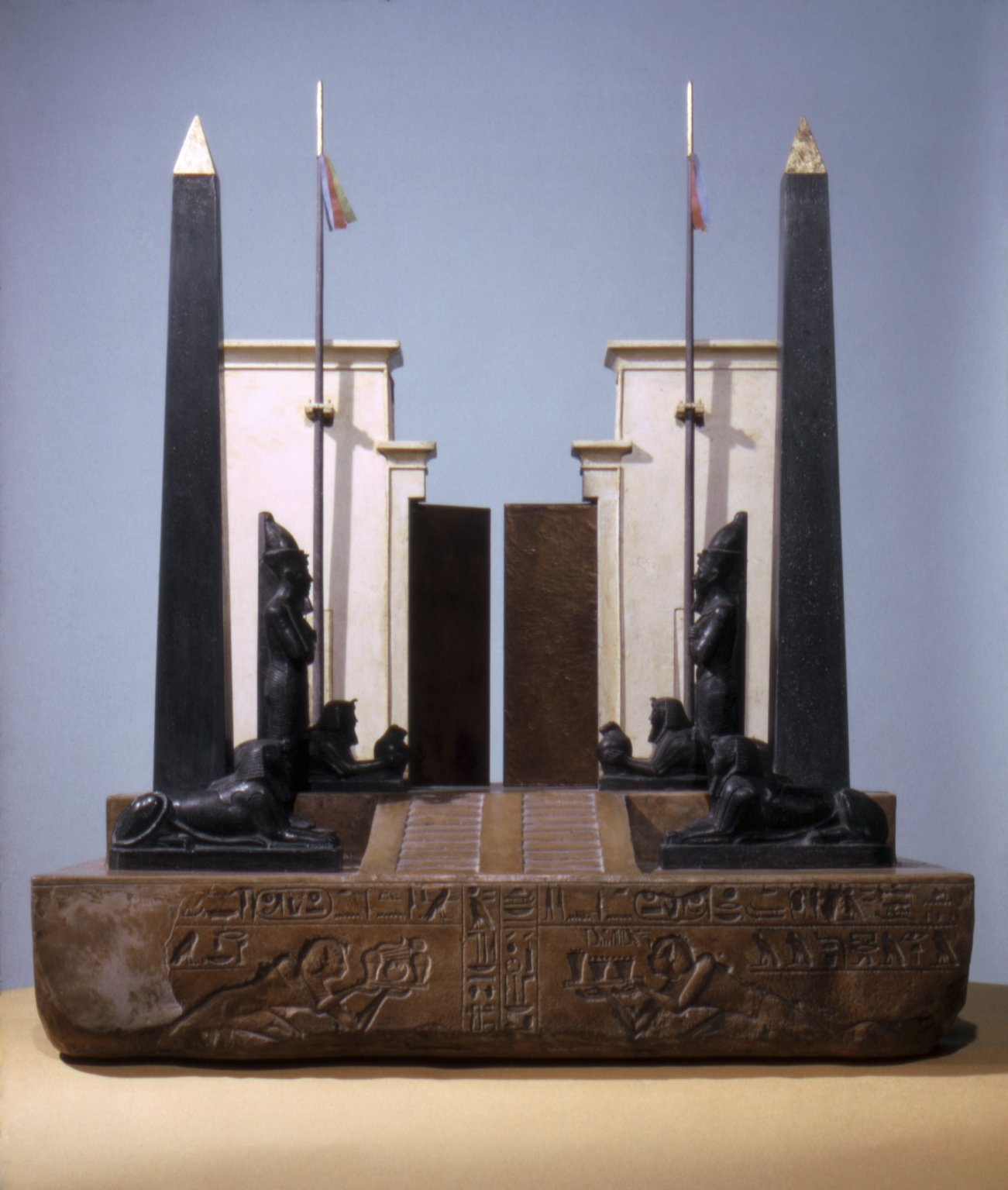
Mô hình cổng vào đền thờ ở Heliopolis (Vương triều thứ 19)

### Heliopolis thời Ai Cập
Đây là trung tâm thờ phụng lớn nhất của thần Atum, sau này được hợp nhất với Ra. Đền thờ chính của thành phố này được gọi là "Ngôi nhà vĩ đại" hoặc "Nhà của Atum/Ra". Thời kỳ Vương triều thứ 5, sự sùng bái bộ 9 vị thần Ennead dần trở nên lớn mạnh, lấn át cả thần mặt trời. Các đại tư tế của Atum và Ra không được coi trọng bằng các đại tư tế của 9 thần kia, vì thế mà chứng thực về họ thời này cực ít, mặc dù những ngôi mộ của các tư tế của thần Ra/Atum vẫn được tìm thấy.
Thời kỳ Amarna của pharaon Akhenaten - người chỉ độc tôn thần mặt trời Aten. Ông đã xây dựng một ngôi đền có tên là "Aten tối cao". Ngôi đền này bị phá hủy về sau, những viên gạch của chúng được dùng để xây những công trình thời Trung cổ. Bò thần Mnevis, một hiện thân của thần mặt trời, cũng rất được tôn sùng, bằng chứng là có một bàn thờ dành riêng cho thần này tại đây. Một nghĩa địa để chôn những con bò được đem hiến tế nằm ở phía bắc của thành phố.

### Heliopolis thời Hy Lạp
Alexander Đại đế, trên chặng đường hành quân từ Pelusium đến Memphis, đã dừng chân tại thành phố này.

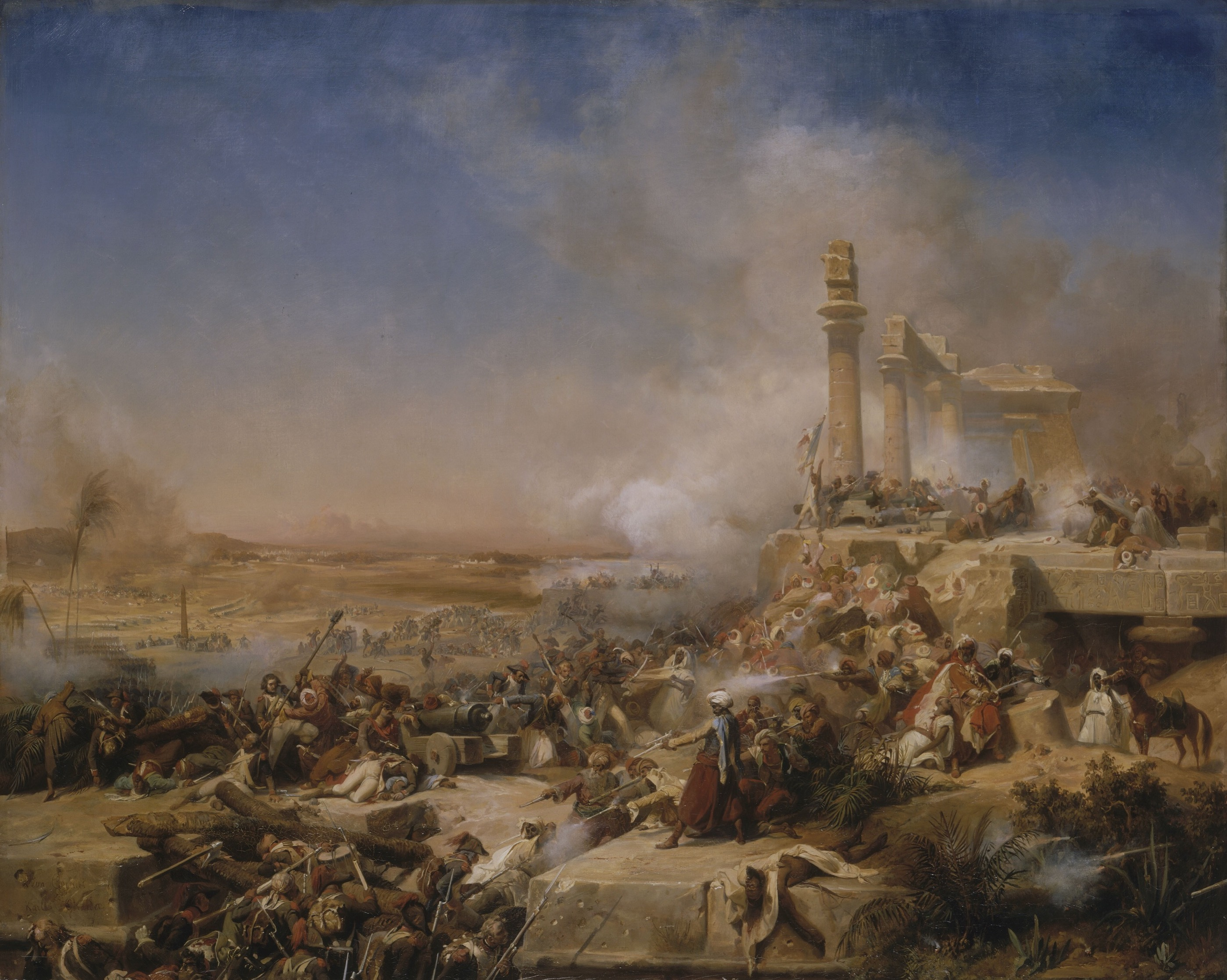
Trận chiến Heliopolis dưới thời vua Napoleon năm 1800

Các trường phái triết học và thiên văn học phát triển mạnh mẽ trong thời kỳ Hy Lạp tại Heliopolis, nơi được các nhà thơ và triết gia thường lui tới, trong đó có Homer, Pythagoras, Platon và Solon. Tuy nhiên thời gian sau, nơi này nhanh chóng bị bỏ hoang. Vào thế kỷ thứ nhất TCN, Strabo chỉ còn nhìn thấy những ngôi đền vắng vẻ, và những thị trấn gần như không có người ở, mặc dù các tư tế vẫn còn bám trụ nơi đây.
Heliopolis nổi tiếng với cả người Hy Lạp và La Mã cổ đại, được ghi nhận bởi hầu hết các nhà địa lý của thời kỳ này, bao gồm Ptolemy và Herodotus.

### Heliopolis thời La Mã
Thời kỳ La Mã cai trị Ai Cập, Heliopolis thuộc tỉnh Augustamnica, nên thành phố này còn được gọi là "Heliopolis ở Augustamnica" để phân biệt với Baalbek - một thị trấn cũng mang tên Heliopolis khi đó. Nhiều công trình tưởng niệm của thành phố đã bị phá hủy để lấy đá xây dựng công trình ở những thành phố phía bắc. Một trong số đó là "Mũi kim của Cleopatra" tại Luân Đôn.

## Hiện tại
Thành phố cổ Heliopolis nằm cách khoảng 1,5 km về phía tây của ngoại ô Heliopolis, cùng tên với nó. Một số bức tường còn sót lại của thành phố cổ có thể được nhìn thấy trên các cánh đồng, một vài khối đá granite mang tên của Ramesses II vẫn còn, và cột tháp Al-Masalla của đền thờ Atum-Ra vẫn còn nằm tại đó. Các nhà khảo cổ cũng đã khai quật được một số ngôi mộ cổ vào năm 2004.